# Lenguas timote-cuica

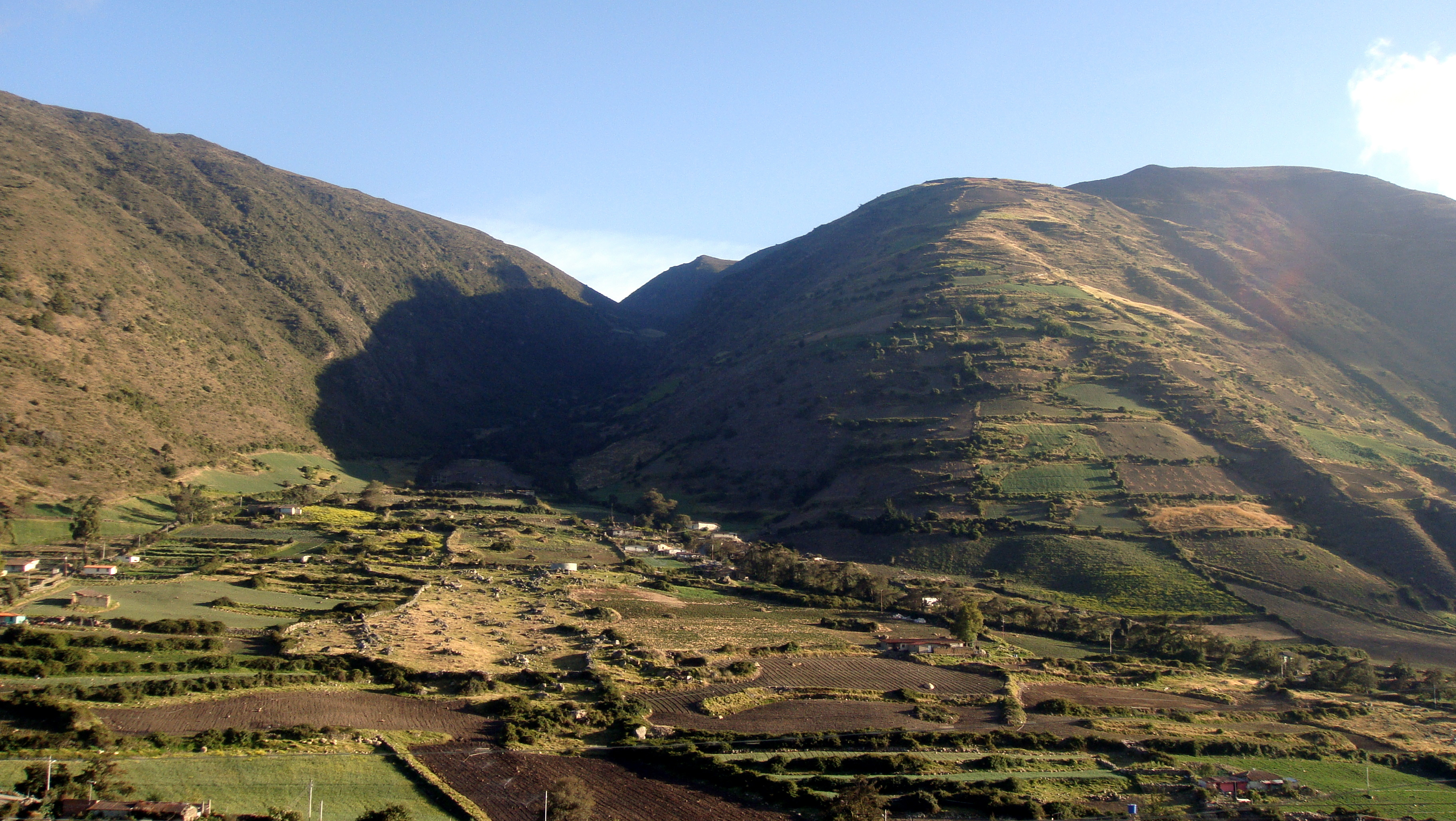
Aspecto del paisaje del estado de Mérida, territorio tradicional de los timoto-mukús.

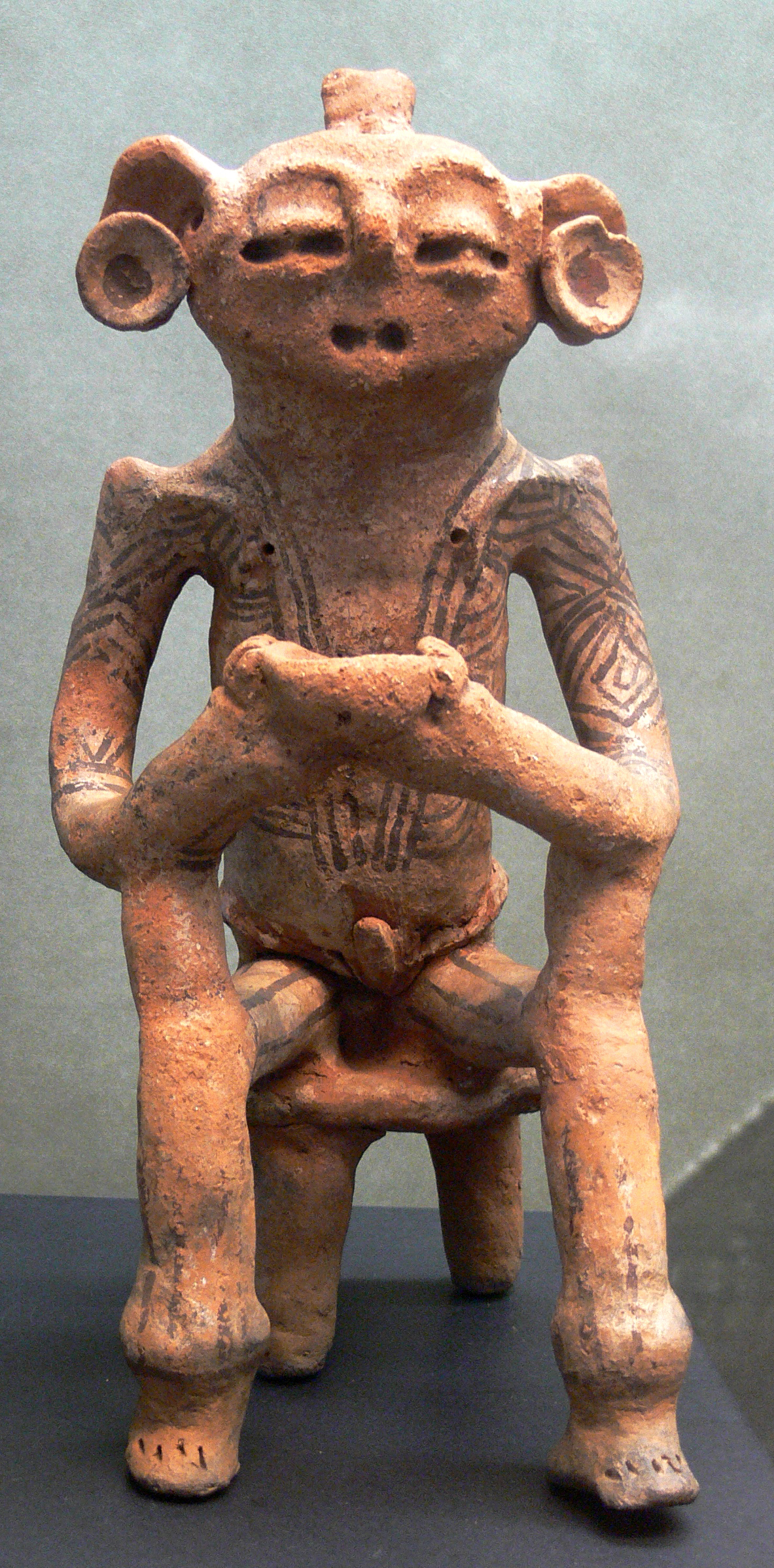
Figurilla de un hombre de sacrificios, cultura Timoto-Cuicas (hacia el 500 d. C.), encontrada en Trujillo.

Las lenguas timote-cuica es un grupo de variedades lingüísticas extintas que se hablaban en el oeste de Venezuela, en los estados Mérida, Barinas y Trujillo. No existe certeza de si el timote y el cuica eran lenguas diferentes o deben considerarse variantes de la misma lengua. Se cree que las lenguas están extintas en la actualidad aunque aún en 1977 se recogieron algunos datos en la localidad de Mutús por encima de Pueblo Llano. 

## Distribución e historia
En el momento de la llegada de los europeos, el área de alta montaña ocupada de los modernos estados venezolanos de Mérida y Trujillo estaba habitada por pueblos con alto desarrollo agrícola que hablaban lenguas de la familia timote-cuica. Estos pueblos producían maíz, papas y algodón en terrazas agrícolas sobre las laderas (en andenes, de ahí la palabra Andes) de los Andes septentrionales. El cronista Juan de Castellanos (1589) describió algunas de sus costumbres y prácticas religiosas en Elegías de Varones Ilustres de Indias (Parte II, Elegía III) en su recuento sobre la conquista del área de Trujillo. Los españoles habían penetrado en el área por primera vez en 1548, y la ciudad principal, Mérida había sido fundada en 1558. De acuerdo a la tradición, los cuica eran los pobladores originales de la región de Trujillo y habían recibido pacíficamente a los europeos, sin embargo, los belicosos timotes que habitaban el área de Mérida opusieron resistencia.
No se conoce con seguridad hasta qué punto el timote y el cuica deben ser considerados dos lenguas diferentes o dialectos de la misma lengua. Dadas las características geográficas de la región se esperaría cierta variación dialectal. La distribución de esas lenguas es la siguiente:
- El cuica se habló en los Andes desde Humocaro en el estado de Lara hasta Jajó en la frontera estatal de Trujillo y Mérida, también incluía al sureste el área de Boconó y Niquitao y en el noroeste incluía el oeste de Valera, (Betijoque, Escuque), a poca distancia del lago Maracaibo.
- El timote ocupaba la parte central del valle de los ríos Motatán y Chama desde el pueblo de Timotes hasta el área de La Grita en el estado de Táchira, también se extendía al noroeste donde se pueden encontrar en las laderas que descienden al lago Maracaibo (Mucujepe, Torondoy); al sur de Mérida, el área teomote incluía Mucutuy y Mucuchachí.

Después de la ocupación española, la población india sobreviviente se concentró en un cierto número de pueblos con estatus especial. Sus descendientes sobreviven hasta la actualidad, aunque sus lenguas fueron gradualmente abandonadas extinguiéndose a principios del siglo XX. La mayor parte de la información sobre las lenguas timote y cuica fueron recogidas por estudiosos locales, como Tulio Febres Cordero, Amílcar Fonseca y José Ignacio Lares a principios del siglo XX. Esta información fue recopialda y discutida perspicazmente en un artículo por Paul Rivet (1927). Alfredo  Jahn (1927) proporciona una gran cantidad de datos antropológicos del área timote-cuica, incluyendo más listas de vocabulario. Algunas de las formas léxicas y oraciones de Jahn se corresponden bastante bien con los ejemplos de Fonseca para el cuica, aunque Jahn (1927:326) los identifica explícitamente como datos del timote, insistiendo que el cuica y el timote pueden ser considerados la misma lengua. los timoto cuicas son personas que tenemos 

Aunque el timote y el cuica se consideran extintos desde principio de siglo, en 1977 Merrill Seely publicó nueva información sobre una lengua de la localidad de Mutús situada por encima de Pueblo Llano en el estado de Barinas. Pueblo Llano es una ciudad de alta montaña, situada en el estado de Mérida (no en Barinas), junto a la carretera Mérida-Barinas. Este hecho requiere una revisión urgente porque cualquier lengua indígena preservada en esta área con casi total certeza implicaría que es una variedad de Timote, la lengua originalmente dominante en la región. La palabra "mutús" es reminiscente de la forma prefijada mucu- que es característica de la toponimia timote (e.g. Mucuchíes, Mucubají, Mucurubá, Mucujún, etc.). Esta palabra podría ser una palabra para 'gente', 'comunidad' o 'pueblo' y es tan frecuente y bien conocida que el erudito venezolano Julio César Salas, lo consideró como una forma aceptable para el nombre Timote (Rivet 1927: 140).

## Clasificación
Aunque el material existente sobre el timote y el cuica es muy limitado siendo fundamentalmente listas de palabras, se considera que las lenguas timote-cuica forman un grupo de lenguas casi-aisladas. A primera vista, no existe ninguna similitud con las familias de lenguas vecinas: arawaks, caribes y chibchas. Paul Rivet trató de comparar el timote-cuica con el paez y una serie de lenguas chibchas. Aunque existen algunas similitudes léxicas, no parece haber correspondencias regulares, por esa razón el propio Rivet las considera una familia de lenguas independientes. Adelaar y Muysken señalan que existen ciertas similitudes léxicas con las lenguas jirajaranas y similitudes tipológicas con las lenguas chibchas, pero la escasez de datos es demasiado limitada para dar por válido cualquier parentesco.

## Descripción lingüística

### Gramática
Una característica notable de estas lenguas es la existencia de prefijos que parecen marcar el género y el número. Además existe un sistema de concordancia gramatical basado en estos prefijos. Esto se ilustra con los siguientes ejemplos tomados del timote de Mucuchí y de Mirripú:
(1) mi-snún mi-ndok
CL-mujer CL-viejo
'mujer(es) anciana(s)' (Rivet 1927: 144)
Aquí el prefijo mi- es interpretado por Rivet como una marca de genérico o colectivo (CL). La forma anterior mi-snún puede ser comparada con la forma ču-snú 'mujer', con el prefijo ču- que puede tener una función individualizadora en oposición al genuino plural ti-.
(2a) ču-sep
CL-español
'un español' [uno del conjunto de españoles] (Rivet 1927: 145)
(2b) ti-sep
PL-español
'los españoles' (Rivet 1927: 144)
(3) ti-moti
PL-moto
'los (ti)motos' [= 'los hablantes de mutú o mukú']

### Comparación léxica
La siguiente tabla compara los numerales en timote y cuica con otras lenguas geográficamente cercanas:
| GLOSA | Timote        | Cuica      | PROTO- TIMOTE- CUICA | PROTO- CARIBE | PROTO- CHIBCHA | PROTO- ARAWAK |
| ----- | ------------- | ---------- | -------------------- | ------------- | -------------- | ------------- |
| 1     | karí          | ___        | ___                  | *tewni-       | ___            | *pa-          |
| 2     | xem           | *-en       | *šem (?)             | *sākwina      | *búk(ə)        | *piama        |
| 3     | hisxut        | šuent      | *i-sunt              | *soriwa       | *maya          | *mapa         |
| 4     | pit           | pití       | *pit-                | *sakiri       | *pakái         |               |
| 5     | kabó(k)       | kamó       | *kaMó(k)             | ___           | *(a)tik-       | ___           |
| 6     | kaksum kapsún | kap-sunt   | ___                  | ___           | *ter-          | ___           |
| 7     | mai-xem       | ma-en      | *mabi-šem            | ___           | *kuku-         | ___           |
| 8     | mai-sxut      | mabi-šuent | *mabi-sunt           | ___           | ___            | ___           |
| 9     | mai-pit       | mabi-pita  | *mabi-pit-           | ___           | ___            | ___           |
| 10    | tabís         | ___        | *tabís               | ___           | ___            | ___           |
| 13    | tabís hisxut  | ___        | *tabís i-sunt        | ___           | ___            | ___           |
| 30    | hisxut tabís  | ___        | *i-sunt tabís        | ___           | ___            | ___           |